# Pentti Oinonen
Pentti Oinonen, född 11 juni 1952 i Kontiolax, var riksdagsledamot för Sannfinländarna och partiets första vice ordförande 2007–2011. Han bytte parti till Blå framtid 2017.
Under sin tid i riksdagen uppmärksammades Oinonen för provokativa utspel om homosexuella..